# Сейсмостійкість
Сейсмостійкість або сейсмічна пристосованість (seismic fitness) — характеристика будівель та споруд, що описує ступінь їх стійкості перед землетрусами в межах допустимого ризику. Вона є важливим параметром в антисейсмічному будівництві, галузі громадянського будівництва, яка вивчає поведінку будівель та споруд під впливом сейсмічного навантаження.

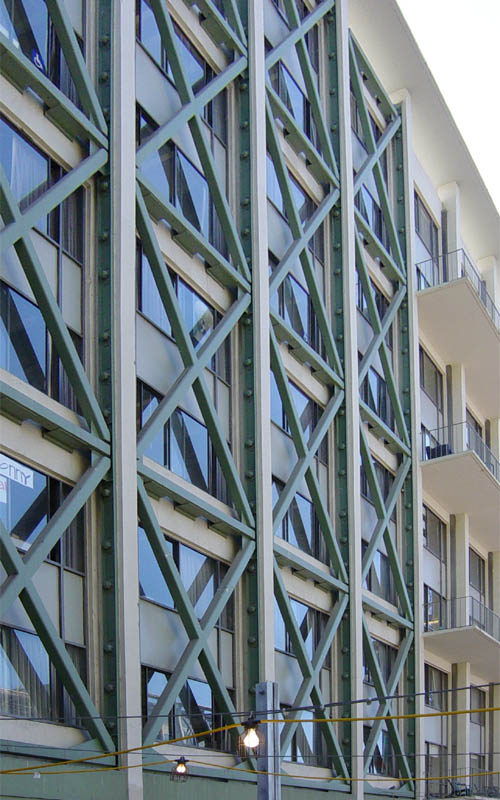
Антисейсмічна сталева ферма спального корпусу Університету Берклі.

Поняття сейсмостійкість спочатку асоціювалося з достатньо міцною спорудою, з потужним сталевим каркасом або стінами, здатними вистояти розрахунковий землетрус без повного руйнування і з мінімальними людськими жертвами. Прикладом такої споруди може бути зображений поруч спальний корпус Університету Берклі, посилений зовнішньою антисейсмічною сталевою фермою.

Останній день Помпеї, Картина Карла Брюллова.

Більшість будівельників у давнину вважали землетруси проявами гніву надприродних сил, і тому сама думка про те, що від них можна захиститися, здавалася блюзнірською.
У місцевостях, де землетруси траплялися особливо часто (наприклад, Японія), захисту від сейсмічних явищ досягали шляхом максимального полегшення будівель, використання замість каміння таких матеріалів, як деревина та бамбук, а також легких ширм замість капітальних стін. Першими будівельниками, які звернули особливу увагу на сейсмостійкість капітальних будівель, були Інки.
Особливостями архітектури інків є:
- надзвичайно ретельне та щільне (між блоками не можна просунути й лезо ножа) припасовування кам'яних блоків (часто неправильної форми і дуже різних розмірів) один до одного без використання будівельних розчинів
- нахилені всередину стіни зі скругленими кутами
- легкі солом'яні дахи.

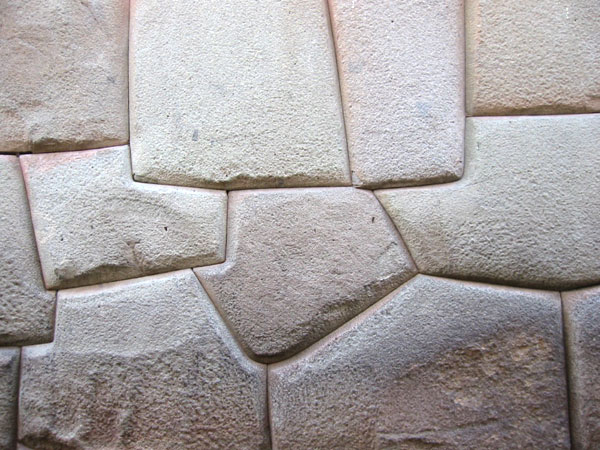
Фрагмент кам'яної стіни інків.

Завдяки цим особливостям кладка інків не мала резонансних частот та точок концентрації напружень, володіючи додатковою міцністю склепіння. При землетрусах невеликої та середньої сили така кладка залишалася практично нерухомою, а при сильних  — камені «танцювали» на своїх місцях, не втрачаючи взаємного розташування і при закінченні землетрусу поверталися на свої місця. Від падіння солом'яного даху мешканців міст інків охороняв тканий тент, що перекривав стелю.
Однак, не слід нав'язувати будівлі непосильне завдання — чинити опір нищівному землетрусу. Краще наділити цю будівлю, за допомогою сейсмічної ізоляції (base isolation), здатністю ніби ширяти над землею, що трясеться. Сейсмічні ізолятори вважаються найбільш ефективною технологією в антисейсмічному будівництві.